# Cerro Incahuasi (Argentina)
El cerro Incahuasi se encuentra en el norte de la provincia argentina de Catamarca cerca del límite con la provincia de Salta. Se encuentra cercano al salar del Hombre Muerto.
Tiene una altitud de 4847 m s. n. m.